# Relaciones España-Países Bajos
Las relaciones España-Países Bajos son las relaciones bilaterales entre el Reino de los Países Bajos y el Reino de España. Estados miembros de la Unión Europea (UE), ambos forman parte del espacio Schengen y de la eurozona. Son también miembros del BERD,  la CEI, la BIPM, la CEPAL, la CEPE, la Fundación EU-LAC, el G12, la OCDE y la OTAN.

## Historia

### Reinado de Carlos I
Felipe el Hermoso, con su matrimonio con la hija de los Reyes Católicos y futura reina, Juana I, posibilitó la vinculación de los territorios borgoñones (incluyendo a los Países Bajos) con los españoles. Con su sucesor, Carlos, futuro rey de España y emperador, se produjo la consolidación y organización de los distintos territorios de los Países Bajos dentro de la Monarquía Hispánica.
A nivel territorial, en 1521 conquistó la ciudad de Tournai, que se incorporó a Flandes, en 1523/1524 después de años de guerra, fue aceptado como señor de Frisia (tras comprar sus derechos al duque Jorge el Barbudo de Sajonia-Meissen en 1515), en 1528 compró el obispado de Utrecht (que incluía a Utrecht y Overijssel) por los tratados de Schoonhoven y Gorinchem, en 1536 conquistó Groninga con Ommelanden y Drente, y en 1543 el ducado de Güeldres con Zutphen por el tratado de Venlo. Con ello llegó a dominar casi la totalidad de los territorios de la región de los Países Bajos, con la excepción del Obispado de Lieja.

### Reinado de Felipe II
El 25 de octubre de 1555, el emperador Carlos V renunció en su hijo Felipe la jefatura de la Orden del Toisón de Oro, el ducado de Borgoña y por tanto, los 17 territorios de los Países Bajos.
Dentro de la monarquía hispánica, los Países Bajos ofrecían una buena vitalidad económica, con una asentada clase mercantil. Así que los intentos de incrementar los impuestos para sufragar las guerras, la defensa de sus privilegios y la difusión del calvinismo crearon un foco de resistencia que condujo a la rebelión general en la zona contra la política española. 

Unión de Utrecht y Unión de Arrás (1579).

En 1568, comenzó la rebelión en los Países Bajos, que daría lugar a la Guerra de los Ochenta Años. El 5 de enero de 1579, los católicos formaron la Unión de Arras: provincias de Artois, Hainaut y parte de Flandes (Lille, Douai y Orchies). Los protestantes en contraposición constituyeron el 23 de enero la Unión de Utrecht: Holanda, Zelanda, Utrecht, Güeldres, Groninga, y posteriormente ciudades de Brabante y Flandes.
Antes de la muerte del Rey de España, el territorio de los Países Bajos, en teoría las diecisiete provincias, no pasó a su hijo Felipe III, sino conjuntamente a su yerno Alberto y a su hija Isabel Clara Eugenia, pues fue parte de la dote, junto con el Ducado de Borgoña en su boda con el archiduque Alberto por el Acta de Cesión del 6 de mayo de 1598, en un intento del Rey de resolver el problema generado por la insurrección de los Países Bajos estableciendo una rama autóctona de los Habsburgo.

### Reinado de Felipe III
Los tratados de paz con Francia (1598) y con Inglaterra (1604) y el agotamiento por la guerra llevaron al establecimiento de la tregua de los doce años. 
En la práctica los territorios del norte formaban las Provincias Unidas: Holanda, Zelanda, Utrecht, Güeldres (con Zutphen), Overijssel (con Drente), Frisia y Groninga, además de los territorios de la Generalidad (partes de Brabante, Flandes y Limburgo). Y los territorios del sur bajo la soberanía de los Habsburgo formaron los Países Bajos españoles: Flandes, Artois, Henao, Namur, Luxemburgo, Brabante, Amberes, Malinas, Limburgo. Esto se reflejó en los Estados Generales, ya que en la parte norte se establecieron en La Haya y en la parte sur en Bruselas.

### Reinado de Felipe IV
En 1621, murió el archiduque Alberto sin haber tenido descendencia, y por el Acta de Cesión de 1598, la pretendida soberanía sobre las 17 provincias (de hecho la parte sur solamente), volvió al rey de España y sobrino de Isabel Clara Eugenia, Felipe IV, lo que coincidió con el final de la tregua y el comienzo de la Guerra de los Treinta Años.
Con el Tratado de Münster de 1648, dentro de las negociaciones de la Paz de Westfalia, la independencia de las Provincias Unidas fue finalmente reconocida por la corona española.

### Reinado de Carlos II
- En el Tratado de Aquisgrán (1668), que finalizó la Guerra de Devolución (1667-1668), se perdieron plazas fuertes del Flandes francés (Lille, Bergues, Furnes, Armentières, Cortrique, Douai, Menen, Oudenaarde, Charleroi y Binche).
- En el Tratado de Nimega (19 de septiembre de 1678), que finalizó la Guerra Franco-Holandesa (1672-1678) se cedieron plazas en los Países Bajos (Cassel, Bailleul, Ypres, Wervick, Warneton, Cambrai, Bouchain, Condé-sur-l'Escaut, Bavay).
- En la tregua de Ratisbona (15 de agosto de 1684), que interrumpió la Guerra de las Reuniones motivada por las Cámaras de reunión,[7] se perdió Luxemburgo tras una guerra de varios meses.[8]
- Por el Tratado de Rijswijk (20 de septiembre de 1697), que concluyó la Guerra de los Nueve Años, se recuperaron parte de los territorios perdidos tras los anteriores tratados, como las plazas de Mons, Luxemburgo, Cortrique, Chimay, Charleroi, etc. debido a que el monarca francés tenía interés en que su familia heredase todos los territorios de la corona española.

## Relaciones diplomáticas
El clima político de las relaciones diplomáticas entre España y Países Bajos es bueno. Tras la firma del Memorando de Entendimiento el 13 de julio de 2004 en La Haya, se fueron incrementando las relaciones y las visitas bilaterales. En 2008 el primer ministro Jan Peter Balkenende firmó en Madrid una Declaración Conjunta para el desarrollo del Memorando de Entendimiento. En ella se preveía la intensificación de la cooperación en inmigración, I+D+i, energía, cambio climático, terrorismo, derechos humanos y diálogo intercultural, y la cooperación multilateral (OTAN y cooperación al desarrollo).

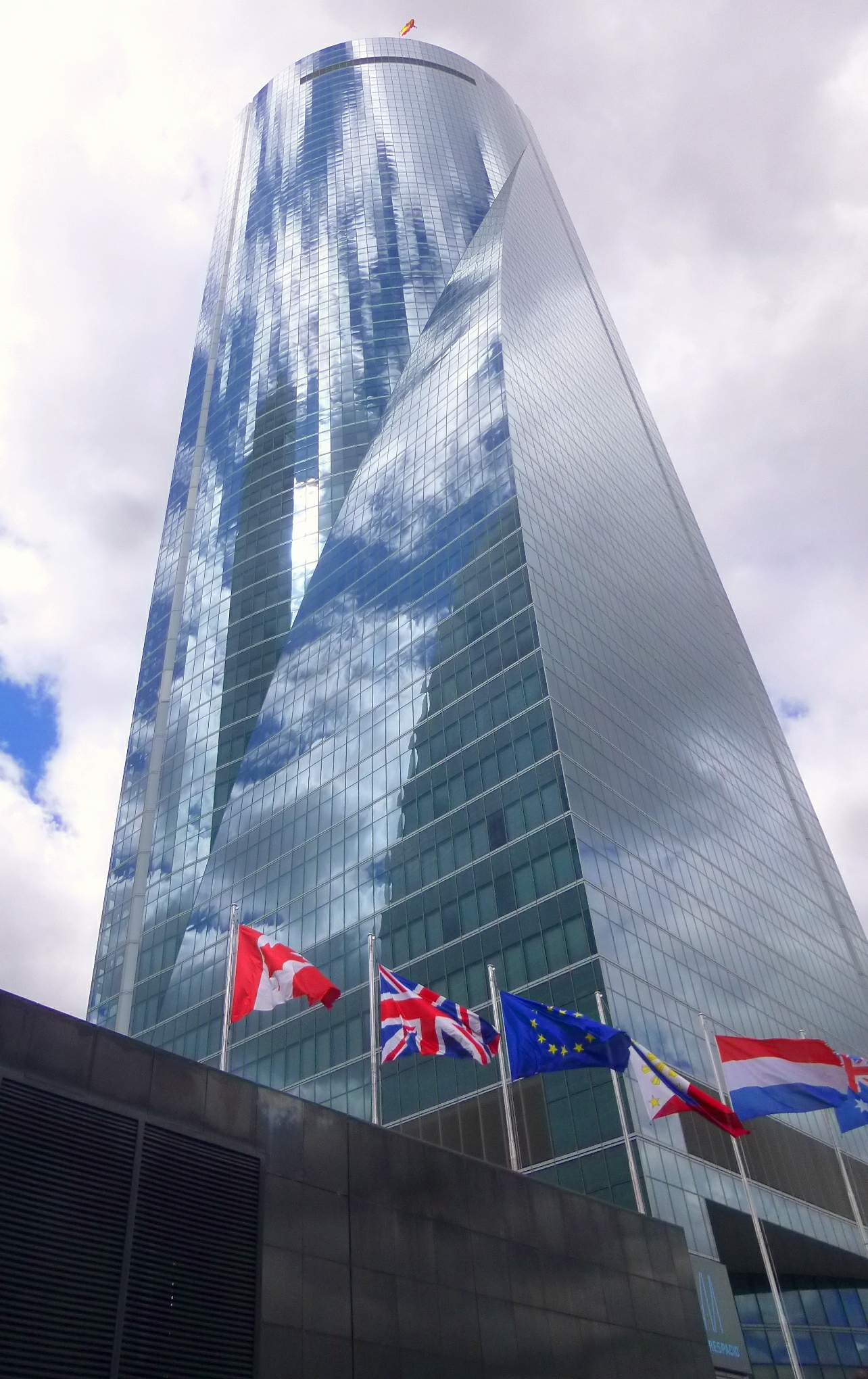
Embajada de Países Bajos en Madrid.

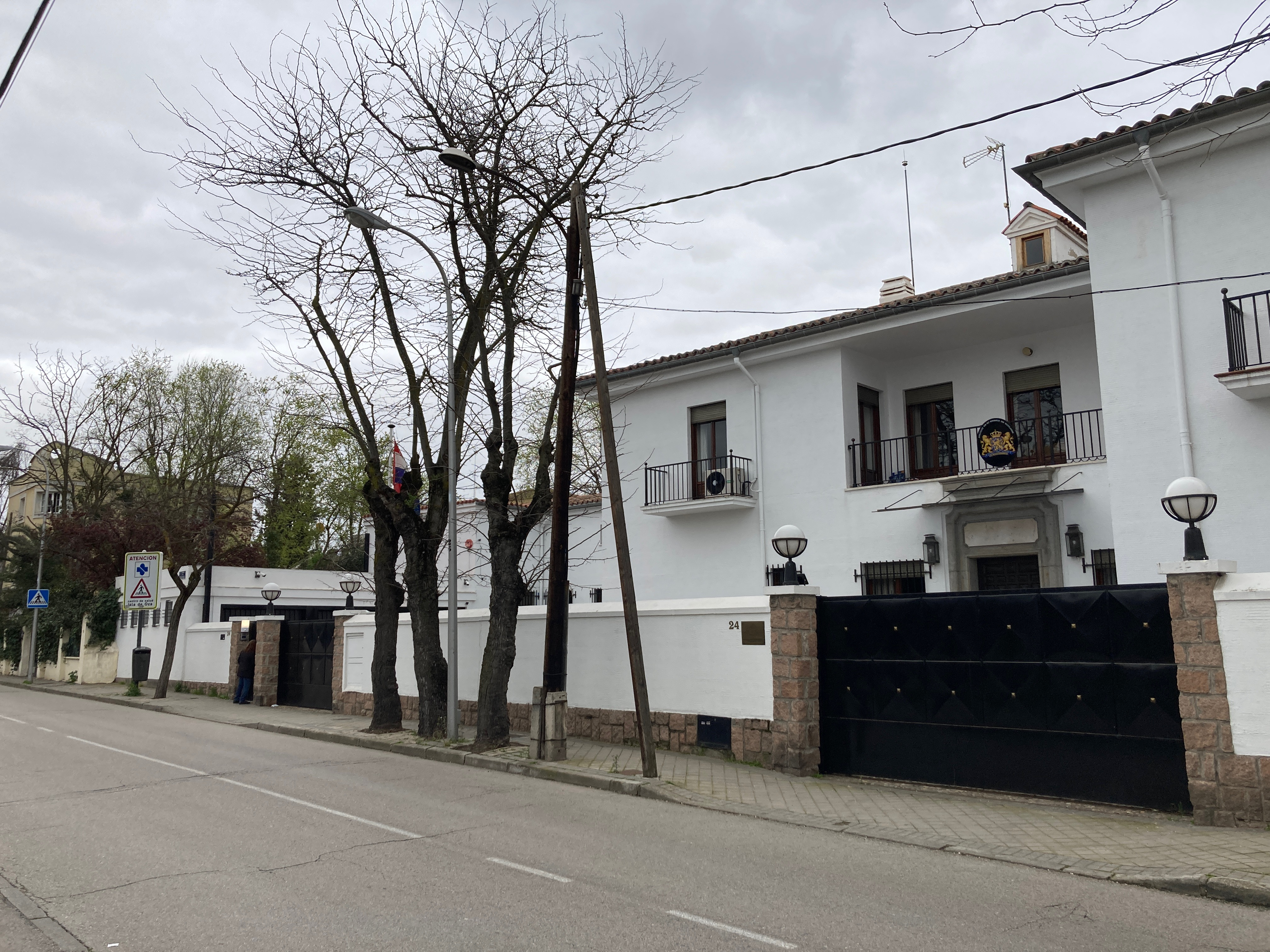
Residencia del embajador de Países Bajos en Madrid.

## Comercio
Países Bajos es uno de los principales socios comerciales de España, ocupando la séptima posición en el ranking de países receptores de las exportaciones españolas y alcanzando una cifra de exportación de 6.807 millones de euros, un 2,9% de las exportaciones totales de España en 2013. Según las primeras estimaciones proporcionadas por la base de datos Estacom, las exportaciones españolas a Países Bajos aumentaron un 2,15% en 2013. En lo que a las importaciones se refiere, Países Bajos es el sexto socio proveedor de España. El valor de los bienes y servicios importados desde el país a España en 2013 ascendió a 9.853 millones de euros. Las importaciones de productos holandeses a España descendieron en 2013, y para ese período la tasa de cobertura fue del 69%.

## Relaciones culturales
Existe un gran interés en los Países Bajos por la lengua y la cultura españolas, y se refleja en las numerosas manifestaciones de la cultura española en este país. La Embajada de España cuenta con una Consejería Cultural que cada año ejecuta una programación cultural previamente aprobada por el Ministerio de Asuntos Exteriores. En el campo de la educación, destaca el aumento de la demanda del español como lengua extranjera en todos los tramos educativos, especialmente en el de la enseñanza universitaria y superior. Especial mención requiere además la existencia de un Instituto Cervantes, con sede en Utrecht, y que organiza numerosas actividades de promoción cultural y de difusión del español.

## Misiones diplomáticas
- España tiene una embajada en La Haya[11] y un consulado-general en Ámsterdam.[12]
- Países Bajos tiene una embajada en Madrid y nueve consulados honorarios en Barcelona, Bilbao, Ceuta, Gijón, Palma de Mallorca, Benidorm, Sevilla, Tenerife, Torremolinos y Valencia.[13]